# مکبی (کارولینای جنوبی)
مکبی(به انگلیسی: McBee) شهری در ایالت کارولینای جنوبی کشور ایالات متحده آمریکا است که جمعیت آن در سرشماری سال ۲۰۱۰ میلادی، ۸۶۷ نفر بوده‌است.